# Nodulosphaeria muelleri
Nodulosphaeria muelleri är en svampart som beskrevs av L. Holm 1961. Nodulosphaeria muelleri ingår i släktet Nodulosphaeria och familjen Phaeosphaeriaceae.  Arten är reproducerande i Sverige. Inga underarter finns listade i Catalogue of Life.